# Lomelosia poecilocarpa
Lomelosia poecilocarpa är en tvåhjärtbladig växtart som först beskrevs av Karl Heinz Rechinger, och fick sitt nu gällande namn av P.Caputo och Del Guacchio. Lomelosia poecilocarpa ingår i släktet Lomelosia och familjen Dipsacaceae. Inga underarter finns listade i Catalogue of Life.